# Deer Lake (Pensilvania)
Deer Lake es un borough ubicado en el condado de Schuylkill en el estado estadounidense de Pensilvania. En el año 2000 tenía una población de 528 habitantes y una densidad poblacional de 487.2 personas por km².

## Geografía
Deer Lake se encuentra ubicado en las coordenadas 40°37′19″N 76°03′17″O / 40.62194, -76.05472.

## Demografía
Según la Oficina del Censo en 2000 los ingresos medios por hogar en la localidad eran de $52,386 y los ingresos medios por familia eran $61,042. Los hombres tenían unos ingresos medios de $36,000 frente a los $28,611 para las mujeres. La renta per cápita para la localidad era de $25,577. Alrededor del 4% de la población estaba por debajo del umbral de pobreza.